# Cristian Mayer
Cristian Mayer, riportato anche Christian (Jesolo, 6 febbraio 1972), è un ex cestista e dirigente sportivo italiano.

## Carriera
Ha giocato, seppur con un utilizzo limitato, anche con la Benetton Treviso vincendo uno scudetto nel 1992.
Dal 2010-11 è il direttore sportivo della Fortitudo Agrigento, sua ultima squadra da giocatore, con cui da dirigente ha conquistato la promozione in Serie A2 sia nel 2014 che (dopo l'autoretrocessione del 2020) anche nel 2022.

## Palmarès
- Campionato italiano: 1

Pall. Treviso: 1991-92